# Natural Bridge (New York)
Pour les articles homonymes, voir Natural Bridge.
Natural Bridge est une census-designated place du comté de Jefferson, dans l'État de New York, aux États-Unis,. En 2020, elle compte une population de 296 habitants.